# Адигени
Адигени (груз. ადიგენი) — посёлок городского типа в Грузии, центр Адигенского муниципалитета. Расположен на реке Кваблиани, левом притоке Поцхови (бассейн Куры), в 32 км к западу от железнодорожной станции Ахалцихе. В 8 километрах к западу от Адигени в селе Зарзма расположен мужской монастырь Зарзма. В посёлке находятся лесопильный и лимонадный заводы.

## История
После османского завоевания в конце XVI века этот некогда православный город подвергся отуречиванию и мусульманизации: местное грузинское население почти поголовно перешло в ислам. Современное население невелико, всего 783 жителей (2014 г., перепись), из которых православные грузины — 94,0 %, армяне — 4,3 %, греки, турки-месхетинцы — 0,3 %. До депортации турок-месхетинцев в Среднюю Азию в 1944 году последние составляли 98 % населения города, который был центром их языка и культуры в Закавказье. После депортации их дома из земли были заняты православными грузинами, поэтому несмотря на агитации некоторых месхетинских активистов о возвращении народа на историческую родину, это предложение является по факту трудноосуществивым на практике. 
16 сентября 1961 года село Адигени получило статус посёлка городского типа.